# The Beatles' diskografi
Det engelske rockband The Beatles udgav i perioden 1962 - 1970 i United Kingdom (UK) 12 studiealbummer (LP'er), 13 EP'er (extended plays), inklusiv en dobbelt-EP, og 22 singleplader. De tidlige LP'er, EP'er og singler fra perioden 1962 - 1967 var originalt udgivet på mærket Parlophone og deres LP'er og singler fra 1968 to 1970 var udgivet på The Beatles' eget pladeselskabs mærke Apple. Singlen Hey Jude/Revolution  fra 30. august 1968 er den første single på Apple. Deres UK- diskografi bliver betragtet som "kernekataloget", da det indeholder de albums, EP'er og singler, der blev udgivet, som bandet havde til hensigt, og som således passer med kronologien. Kernekataloget er senere blevet udvidet med en engelsk udgave af det amerikanske album Magical Mystery Tour, der er en udvidelse af den dobbelte EP, der blev udsendt i England den 8. december 1967.
Hvad der ellers er udgivet af Beatles-plader rundt om i verden fra begyndelsen til nu er meget mere kompleks, da der bl.a. er produceret mange opsamlingsplader og et utal af kombinationer af numre på singler og EP'er. Udover det er hele den amerikanske diskografi anderledes, da de engelske udgivelser før 1967 efter gængs praksis blev rekonfigureret til det amerikanske marked. Således blev de syv første britiske Beatles-albummer konverteret til ti LP'er til det amerikanske marked. Man flyttede rundt på enkelte numre og tilføjede numre fra de engelske singler og EP'er. I forbindelse med det kan nævnes, at det var normen, at de engelske LP'er indeholdt fjorten numre (syv på hver side), mens de amerikanske indeholdt færre (5-6 numre pr. side). Når man ser bort fra Magical Mystery Tour var udgivelserne af studie-LP'erne fra Sgt. Pepper's Lonely Hearts Club Band i 1967 og frem ens i både UK og USA.
Denne diskografi indeholder kun det helt oprindelige kernekatalog plus et par vigtige opsamlingsLP'er og live-LP'er.

## Beatles Albummer

### Studiealbummer
| Titel Pladenummer                                                                           | Udgivet            | Hitlisteplaceringer | Hitlisteplaceringer | Hitlisteplaceringer | Hitlisteplaceringer | Hitlisteplaceringer | Hitlisteplaceringer | Hitlisteplaceringer | Certifikater                                   |
| Titel Pladenummer                                                                           | Udgivet            | UK                  | AUS                 | CAN                 | FRA                 | GER                 | NOR                 | US                  | Certifikater                                   |
| ------------------------------------------------------------------------------------------- | ------------------ | ------------------- | ------------------- | ------------------- | ------------------- | ------------------- | ------------------- | ------------------- | ---------------------------------------------- |
| Please Please Me Parlophone PMC 1202 (mono); PCS 3042 (stereo)                              | 22. marts 1963     | 1                   | —                   | —                   | 5                   | 5                   | —                   | —                   | - BPI: Platin - RIAA: Platin                   |
| With the Beatles Parlophone PMC 1206 (mono); PCS 3045 (stereo)                              | 22. november 1963  | 1                   | —                   | —                   | 5                   | 1                   | —                   | —                   | - BPI: Guld - RIAA: Guld                       |
| A Hard Day's Night Parlophone PMC 1230 (mono); PCS 3058 (stereo)                            | 10. juli 1964      | 1                   | 1                   | 1                   | —                   | 1                   | —                   | 1                   | - BPI: Platin - RIAA: 4× Platin                |
| Beatles for Sale Parlophone PMC 1240 (mono); PCS 3062 (stereo)                              | 4. december 1964   | 1                   | 1                   | —                   | —                   | 1                   | —                   | —                   | - BPI: Guld - RIAA: Platin                     |
| Help! Parlophone PMC 1255 (mono); PCS 3071 (stereo)                                         | 6. august 1965     | 1                   | 1                   | 1                   | 5                   | 1                   | —                   | 1                   | - BPI: Platin - RIAA: 3× Platin                |
| Rubber Soul Parlophone PMC 1267 (mono); PCS 3075 (stereo)                                   | 3. december 1965   | 1                   | 1                   | 1                   | 5                   | 1                   | —                   | 1                   | - BPI: 2x Platin - RIAA: 6× Platin             |
| Revolver Parlophone PMC 7009 (mono); PCS 7009 (stereo)                                      | 5. august 1966     | 1                   | 1                   | 1                   | 5                   | 1                   | 14                  | 1                   | - BPI: 2× Platin - RIAA: 5× Platin             |
| Sgt. Pepper's Lonely Hearts Club Band Parlophone PMC 7017 (mono); PCS 7027 (stereo)         | 26. maj 1967       | 1                   | 1                   | 1                   | 4                   | 1                   | 1                   | 1                   | - BPI: 18× Platin - RIAA: Diamond (11× Platin) |
| The Beatles ("The White Album") Apple PMC 7067-7068 (mono); PCS 7067-7068 (stereo)          | 22. november 1968  | 1                   | 1                   | 1                   | 1                   | 1                   | 1                   | 1                   | - BPI: 2× Platin - RIAA: Diamond (24× Platin)  |
| Yellow Submarine Apple PMC 7070 (mono); PCS 7070 (stereo)                                   | 13. januar 1969    | 3                   | 4                   | 1                   | 4                   | 5                   | 1                   | 2                   | - BPI: Guld - RIAA: Platin                     |
| Abbey Road Apple PCS 7088 (stereo)                                                          | 26. september 1969 | 1                   | 1                   | 1                   | 1                   | 1                   | 1                   | 1                   | - BPI: 3× Platin - RIAA: Diamond (12× Platin)  |
| Let It Be Apple PCS 7096 (stereo)                                                           | 8. maj 1970        | 1                   | 1                   | 1                   | 5                   | 4                   | 1                   | 1                   | - BPI: Platin - RIAA: 4× Platin                |
| "—" betyder, at pladen enten ikke er udgivet eller kommet på hitlisten i det område (land). |                    |                     |                     |                     |                     |                     |                     |                     |                                                |

Noter
1. 1 2 3 4  Den originale amerikanske udgave havde en anden sammensætning af numre i forhold til den engelske.
2. 1 2  Den amerikanske udgave indeholder også numre af George Martin og hans orkester.
3. ↑  A Hard Day's Night blev udgivet i USA allerede den 26 juni 1964.
4. ↑  Help blev udgivet i USA den 13. august 1964.
5. ↑  Rubber Soul blev udgivet i USA den 6. december 1965.
6. ↑  Revolver blev udgivet i USA den 8. august 1966.
7. ↑   Dette album indeholder også numre af George Martin og hans orkester.

### Opsamlingsalbummer
| Titel Pladenummer                                                                           | Udgivet          | Hitlisteplaceringer | Hitlisteplaceringer | Hitlisteplaceringer | Hitlisteplaceringer | Hitlisteplaceringer | Hitlisteplaceringer | Hitlisteplaceringer | Certifikater |
| Titel Pladenummer                                                                           | Udgivet          | UK                  | AUS                 | CAN                 | FRA                 | GER                 | NOR                 | US                  | Certifikater |
| ------------------------------------------------------------------------------------------- | ---------------- | ------------------- | ------------------- | ------------------- | ------------------- | ------------------- | ------------------- | ------------------- | ------------ |
| A Collection Of Beatles Oldies Parlophone PMC 1716 (mono); PCS 1716 (stereo)                | 9. december 1966 | 7                   | 7                   | —                   | 5                   | —                   | 12                  | —                   |              |
| Rarities Parlophone OC 054-07148 (stereo)                                                   | 2. December 1978 | 71                  | —                   | —                   | —                   | —                   | —                   | —                   |              |
| "—" betyder, at pladen enten ikke er udgivet eller kommet på hitlisten i det område (land). |                  |                     |                     |                     |                     |                     |                     |                     |              |

### Livealbummer
| Titel Pladenummer                                                                           | Udgivet     | Hitlisteplaceringer | Hitlisteplaceringer | Hitlisteplaceringer | Hitlisteplaceringer | Hitlisteplaceringer | Hitlisteplaceringer | Certifikater               |
| Titel Pladenummer                                                                           | Udgivet     | UK                  | AUS                 | CAN                 | GER                 | NOR                 | US                  | Certifikater               |
| ------------------------------------------------------------------------------------------- | ----------- | ------------------- | ------------------- | ------------------- | ------------------- | ------------------- | ------------------- | -------------------------- |
| The Beatles at the Hollywood Bowl Parlophone C 062-06377 (stereo)                           | 4. maj 1977 | 1                   | 8                   | —                   | 10                  | 4                   | 2                   | - BPI: Guld - RIAA: Platin |
| "—" betyder, at pladen enten ikke er udgivet eller kommet på hitlisten i det område (land). |             |                     |                     |                     |                     |                     |                     |                            |

## Beatles EP'er
| Twist and Shout Parlophone GEP 8882 (mono)                                                  | 12. juli 1963     | 1 | 5  | — |
| The Beatles' Hits Parlophone GEP 8880 (mono)                                                | 6. september 1963 | 1 | 52 | — |
| The Beatles (No. 1) Parlophone GEP 8883 (mono)                                              | 1. november 1963  | 2 | 79 | — |
| All My Loving Parlophone GEP 8891 (mono)                                                    | 7. februar 1964   | 1 | 1  | — |
| Long Tall Sally Parlophone GEP 8913 (mono)                                                  | 9. juni 1964      | 1 | —  | — |
| Extracts from the Film A Hard Day's Night Parlophone GEP 8920 (mono)                        | 6. november 1964  | 1 | —  | — |
| Extracts from the Album A Hard Day's Night Parlophone GEP 8924 (mono)                       | 6. november 1964  | 8 | —  | — |
| Beatles for Sale Parlophone GEP 8931 (mono)                                                 | 6. april 1965     | 1 | —  | — |
| Beatles for Sale No. 2 Parlophone GEP 8938 (mono)                                           | 4. june 1965      | 5 | —  | — |
| The Beatles' Million Sellers Parlophone GEP 8946 (mono)                                     | 6. december 1965  | 1 | —  | — |
| Yesterday Parlophone GEP 8948 (mono)                                                        | 4. marts 1966     | 1 | —  | — |
| Nowhere Man Parlophone GEP 8952 (mono)                                                      | 8. juli 1966      | 4 | —  | — |
| Magical Mystery Tour Parlophone MMT-1 (mono), SMMT-1 (stereo)                               | 8. december 1967  | 2 | 3  | — |
| "—" betyder, at pladen enten ikke er udgivet eller kommet på hitlisten i det område (land). |                   |   |    |   |

Noter
1. ↑  I USA blev numrene fra denne dobbelt-EP udgivet som en LP, hvor der yderligere var fem numre, der originalt var udgivet på singler dette år. LP'en blev senere også udgivet i UK

## Beatles 45 Singler
| Love Me Do/P.S. I Love You Parlophone 45-R 4949                                             | 5. oktober 1962   | 17 | 1  | —  | 37 | 8 | —  | 32 | — | — | 1   | - BPI: Sølv - RIAA: Platin      | Please Please Me              |
| Please Please Me/Ask Me Why Parlophone 45-R 4983                                            | 11. januar 1963   | 2  | 52 | —  | —  | — | 20 | —  | — | — | —   |                                 | Please Please Me              |
| From Me to You/Thank You Girl Parlophone R 5015                                             | 11. april 1963    | 1  | 9  | —  | —  | 6 | —  | —  | 9 | — | 116 |                                 | ikke-LP-single                |
| She Loves You/I'll Get You Parlophone R 5055                                                | 23. august 1963   | 1  | 3  | —  | —  | 1 | 7  | 7  | 1 | — | 1   |                                 | ikke-LP-single                |
| I Want to Hold Your Hand/This Boy Parlophone R 5084                                         | 29. november 1963 | 1  | 1  | —  | 6  | — | 1  | 1  | — | — | —   |                                 | ikke-LP-single                |
| Can't Buy Me Love/You Can't Do That Parlophone R 5114                                       | 20. marts 1964    | 1  | 1  | —  | 5  | 3 | 24 | 1  | 3 | — | 1   | - RIAA: Guld                    | A Hard Day's Night            |
| A Hard Day's Night/Things We Said Today Parlophone R 5160                                   | 10. juli 1964     | 1  | 1  | —  | 4  | — | 2  | 1  | 1 | — | —   |                                 | A Hard Day's Night            |
| I Feel Fine/She's a Woman Parlophone R 5200                                                 | 27. november 1964 | 1  | 1  | 3  | 3  | 1 | 3  | 1  | 1 | — | 1   | - RIAA: Guld                    | ikke-LP-single                |
| Ticket to Ride/Yes It Is Parlophone R 5265                                                  | 9. april 1965     | 1  | 1  | 8  | 10 | 1 | 2  | 1  | 1 | — | 1   |                                 | A: Help! B: nummer ikke på LP |
| Help!/I'm Down Parlophone R 5305                                                            | 23. juli 1965     | 1  | 1  | 5  | 5  | 1 | 2  | 1  | 1 | — | 1   | - BPI: Sølv - RIAA: Guld        | A: Help! B: nummer ikke på LP |
| We Can Work It Out/Day Tripper Parlophone R 5389                                            | 3. december 1965  | 1  | 1  | —  | 3  | 1 | 2  | 1  | — | — | 1   | - RIAA: Guld                    | ikke-LP-single                |
| Paperback Writer/Rain Parlophone R 5452                                                     | 10. juni 1966     | 1  | 1  | 4  | 7  | 1 | 1  | 1  |   | — | 1   | - RIAA: Guld                    | ikke-LP-single                |
| Yellow Submarine/Eleanor Rigby Parlophone R 5493                                            | 5. august 1966    | 1  | 1  | 1  | 1  | 1 | 1  | 1  | 1 | — | 2   | - BPI: Sølv - RIAA: Guld        | Revolver                      |
| Penny Lane/Strawberry Fields Forever Parlophone R 5570                                      | 17. februar 1967  | 2  | 1  | 5  | 4  | 1 | 1  | 1  | — | — | 1   | - BPI: Sølv - RIAA: Guld        | ikke-LP-single                |
| All You Need Is Love/Baby, You're a Rich Man Parlophone R 5620                              | 7. juli 1967      | 1  | 1  | 1  | 4  | 1 | 1  | 1  | 1 | — | 1   | - BPI: Sølv - RIAA: Guld        | ikke-LP-single                |
| Hello, Goodbye/I Am the Walrus Parlophone R 5655                                            | 24. november 1967 | 1  | 1  | 2  | 2  | 1 | 1  | 1  | 1 | 2 | 1   | - RIAA: Gold                    | ikke-LP-single                |
| Lady Madonna/The Inner Light Parlophone R 5675                                              | 15. marts 1968    | 1  | 1  | 1  | 3  | 1 | 2  | 1  | 2 | 1 | 4   | - RIAA: Platin                  | ikke-LP-single                |
| Hey Jude/Revolution Apple R 5722                                                            | 30. august 1968   | 1  | 1  | 1  | 1  | 1 | 1  | 1  | 1 | 1 | 1   | - BPI: Gold - RIAA: 4× Platin   | ikke-LP-single                |
| Get Back/Don't Let Me Down (med Billy Preston) Apple R 5777                                 | 11. april 1969    | 1  | 1  | 1  | 1  | 1 | 1  | 1  | 1 | 1 | 1   | - RIAA: 2× Platin               | ikke-LP-single                |
| The Ballad of John and Yoko/Old Brown Shoe Apple R 5786                                     | 30. maj 1969      | 1  | 1  | 1  | 1  | — | 1  | 1  | 1 | 1 | 8   | - RIAA: Guld                    | ikke-LP-single                |
| Something/Come Together Apple R 5814                                                        | 31 oktober 1969   | 4  | 1  | 11 | —  | 1 | 1  | —  | 2 | — | 1   | - BPI: Sølv - RIAA: 2× Platin   | Abbey Road                    |
| Let It Be/You Know My Name (Look Up the Number) Apple R 5833                                | 6. marts 1970     | 2  | 1  | 1  | 3  | 1 | 2  | 1  | 1 | 1 | 1   | - BPI: Platin - RIAA: 2× Platin | ikke-LP-single                |
| "—" betyder, at pladen enten ikke er udgivet eller kommet på hitlisten i det område (land). |                   |    |    |    |    |   |    |    |   |   |     |                                 |                               |

Noter
1. ↑  På den første udgave af singlen spiller Ringo Starr trommer på Love Me Do. På de efterfølgende udgaver og på LP'en Please Please Me spiller Andy White trommer.
2. ↑  Andy White spiller trommer på P.S. I Love You og Ringo Starr spiller Maracas.
3. ↑  I Am the Walrus er originalt fra Magical Mystery Tour EP'en.
4. ↑  Revolution findes i en anden og mere akustisk version på LP'en The Beatles ("The White Album").
5. ↑  Get Back findes i en anden version på LP'en Let It Be.
6. ↑  Let It Be findes i en anden version på LP'en Let It Be.